# Rode zeebrasem
De rode zeebrasem (Pagellus bogaraveo) of zeebrasem, is een straalvinnige vis uit de familie van Sparidae, orde baarsachtigen (Perciformes), die voorkomt in het noordoosten en het oosten van de Atlantische Oceaan en de Middellandse Zee.

## Anatomie
De volwassen zeebrasem is gemiddeld 30 cm en kan maximaal 70 cm lang en 4 kg zwaar worden. De hoogst geregistreerde leeftijd 15 jaar. 
De vis heeft één rugvin en één aarsvin. De rugvin heeft 12 tot 13 stekels en 11 tot 13 vinstralen, de aarsvin heeft drie stekels en 11 tot 12 vinstralen.

## Leefwijze
De zeebrasem is een zoutwatervis die voorkomt in een gematigd klimaat.  De soort is voornamelijk te vinden in getijdestromen, zachtstromend water en rotsachtige wateren. De diepte waarop de soort voorkomt is maximaal 700 m onder het wateroppervlak. 
Het dieet van de vis bestaat hoofdzakelijk uit dierlijk voedsel. Hij voedt zich met macrofauna en vis.

## Relatie tot de mens
De zeebrasem is voor de beroepsvisserij van aanzienlijk belang en ook populair bij zeehengelaars. Deze vis is zeer zeldzaam in de ondiepe kustwateren van de Lage Landen; er is een vangst uit 1980 in een wetenschappelijke collectie.